# Jumillit
Der Jumillit ist ein sehr seltener ultrapotassischer Magmatit, der zu den Lamproiten gezählt wird, genauer zu den Madupit-Lamproiten. Er bildet Teil der südostiberischen Vulkanprovinz.

## Erstbeschreibung und Vorkommen
Der Jumillit wurde im Jahr 1906 zum ersten Mal von Carl Alfred Osann wissenschaftlich beschrieben. Die Typlokalität, nach der das Gestein benannt wurde, befindet sich in der Region Murcia in Südostspanien, rund 10 Kilometer westlich von Jumilla an der Straße RD 428 nach Hellín.

## Petrologie

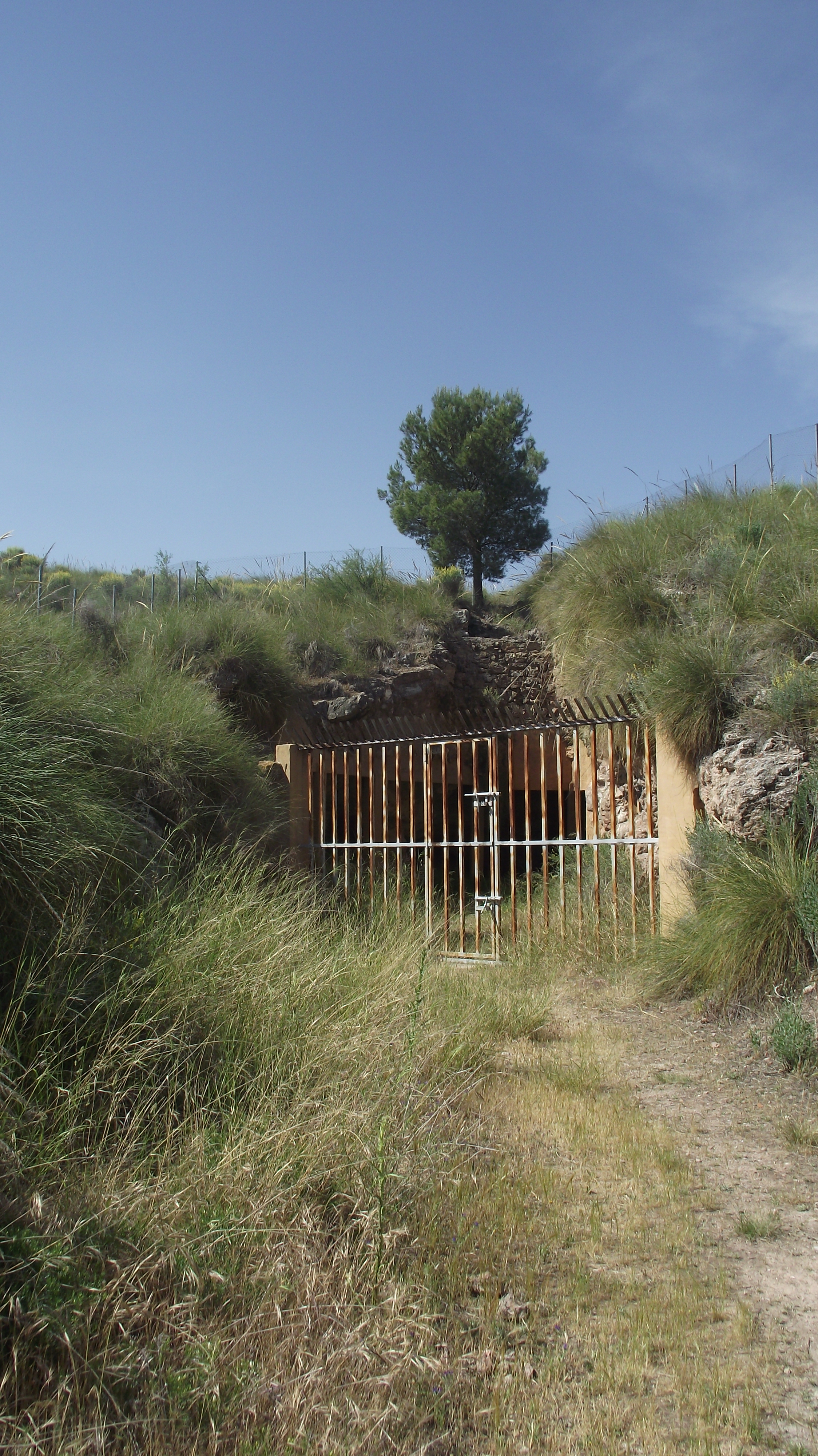
Eingang zum Bergwerk La Mina-Caserio de La Celia, Typlokalität des Jumillits

Osann beschrieb den Jumillit ursprünglich als Varietät eines Olivin-führenden phonolithischen Leucitits, der vorwiegend aus Leucit und Diopsid bestand und zu denen sich untergeordnet Olivin, Alkalifeldspat und Phlogopit hinzugesellten. Nach der neuen Lamproit-Klassifikation wird das Gestein jetzt als Olivin-Diopsid-Richterit-Madupit-Lamproit bezeichnet.
Der Jumillit ist ein braunes, graues bis dunkelgrünes, in seinem Innern massiges Lavagestein, das an seiner Typlokalität, dem ehemaligen Vulkan La Celia, als Scoria vorliegt. Er zeigt intensive Oberflächenverwitterung.

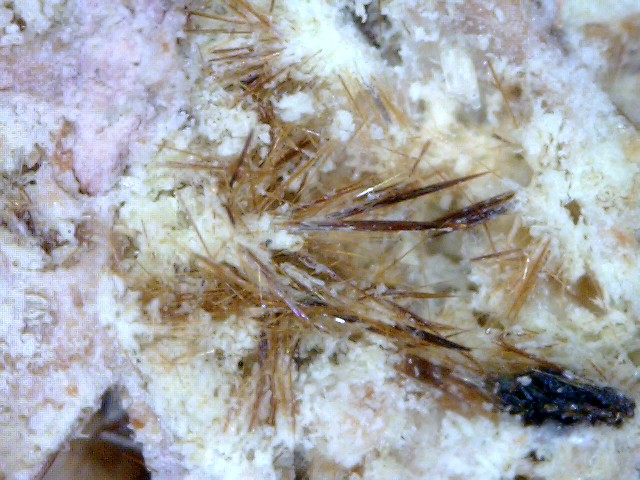
Recht seltener Warwickit aus dem Bergwerk Nuestra señora del Carmen bei La Celia, Jumilla

### Mineralbestand
Mineralogisch sind im Jumillit Olivin (Forsterit Fo86-88) und titanreicher Phlogopit als Phänokristalle zu erkennen. In der glasigen Grundmasse befinden sich Diopsid, Sanidin, Richterit, Orthopyroxen, Leucit, Akmit, Apatit sowie als Opakminerale Hämatit, Ilmenit, Picotit und Hercynit. In mit dem Lamproitgestein assoziierten sekundären Carbonatadern können neben Calcit und Gips Warwickit und sehr seltene feinstrahlige Nadeln von Yuanfuliit angetroffen werden. Im Bergwerk Nuestra señora del Carmen sind ferner Analcim, Augit,  Fluorapatit, Fluor-Richterit, Hydroxylapatit, Pseudobrookit, Tridymit und Wadeit zugegen.

### Petrographie
Erstkristallisate im Jumillit sind Olivin, Phlogopit, Diopsid und Leucit, die alle vom zuletzt kristallisierenden Sanidin poikilitisch eingeschlossen werden. Der idiomorphe, bis 2 Millimeter Korngröße erreichende Olivin zeigt an den Rändern  Umwandlungserscheinungen zu Eisenoxiden sowie Serpentinisierung. Der hellgrüne, chromhaltige Diopsid tritt in zwei Generationen auf, einer grobkörnigen (bis 1,5 Millimeter Korngröße) ersten und einer feinkörnigen, als kleinen Latten und Tafeln kristallisierenden zweiten Generation. Der pleochroitische Phlogopit zeigt gelegentlich Zwillingslamellen, kennzeichnend ist jedoch seine Siebstruktur (engl. sieve structure) und seine poikilitische Umschließung von Leucit, Apatit und kleinen Diopsidtafeln der zweiten Generation. Er kann von Eisenoxiden resorbiert werden. Der Leucit liegt glomerophyrisch vor und ist mit Richterit assoziiert.

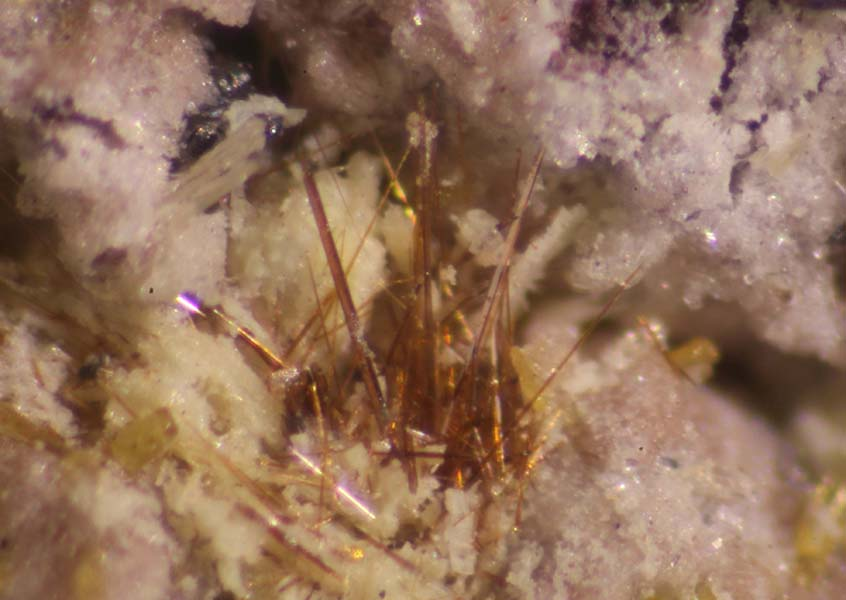
Yuanfuliit

### Chemische Zusammensetzung

#### Hauptelemente
| Oxid Gew. % | Jumillit Bandbreite | Jumillit 11A8 | Jumillit | Jumillit La Celia | Jumillit SP 452 | Jumillit SP 055 |
| ----------- | ------------------- | ------------- | -------- | ----------------- | --------------- | --------------- |
| SiO2        | 45,53-51,52         | 47,31         | 48,99    | 49,90             | 50,3            | 52,7            |
| TiO2        | 1,28-1,66           | 1,32          | 1,54     | 1,48              | 1,35            | 1,34            |
| Al2O3       | 6,40-9,77           | 6,52          | 8,45     | 9,77              | 8,80            | 9,53            |
| Fe2O3       | 1,45-3,94           | 3,83          | 3,94     | 5,43(tot)         | 6,12(tot)       | 5,36(tot)       |
| FeO         | 1,98-4,31           | 2,88          | 1,98     |                   |                 |                 |
| MnO         | 0,01-0,12           | 0,12          | 0,09     | 0,10              | 0,01            | 0,03            |
| MgO         | 11,90-17,37         | 17,16         | 16,68    | 11,90             | 14,5            | 13,1            |
| CaO         | 4,14-9,06           | 8,82          | 7,65     | 6,16              | 5,94            | 4,87            |
| Na2O        | 0,92-2,20           | 1,88          | 1,13     | 0,92              | 1,09            | 1,75            |
| K2O         | 3,6- 7,39           | 3,71          | 6,86     | 5,33              | 7,04            | 6,97            |
| P2O5        | 1,16-2,04           | 2,00          | 1,25     | 1,60              | 1,62            | 1,15            |
| LOI         | 1,78-4,81           | 5,08          | 1,78     | 4,81              | 2,51            | 2,63            |
| Mg#         | 0,85-0,94           |               | 0,94     |                   | 0,85            | 0,85            |
| K/Na        | 2,21-4,24           | 1,30          | 4,00     | 3,82              | 4,24            | 2,62            |
| K/Al        | 0,59-0,88           | 0,62          | 0,88     | 0,59              | 0,87            | 0,79            |
| (Na + K)/Al | 0,75-1,22           | 1,09          | 1,10     | 0,75              | 1,07            | 1,09            |

Der mesokrate Jumillit ist ein mafisches, überwiegend peralkalisches (mit (Na+K)/Al>1) und potassisches bis ultrapotassisches (mit K/Na>3) Gestein und gehört somit zu den Alkaligesteinen mit Kaliumvormacht. Er zeichnet sich durch einen enorm hohen MgO-Gehalt von 13 bis 17 Gewichtsprozent aus. Deutlich angereichert sind überdies CaO mit bis zu 9  und P2O5 mit bis zu 2 Gewichtsprozent. Al2O3 mit 6 bis 9 und Na2O unter 2 Gewichtsprozent sind niedrig.
Als Normminerale erscheinen neben Orthoklas (Or) mit 21,90 Volumenprozent und Albit (Ab) mit 12,42 Volumenprozent Olivin (Ol) mit 22,8 Volumenprozent, Akmit (Ac) mit 2,68 Volumenprozent und Nephelin (Ne) mit 0,23 Volumenprozent. Akmit und Nephelin sowie das Fehlen von Quarz geben den an Silicium untersättigten Charakter des Gesteins zu erkennen. Weitere Normminerale sind Diopsid (Di) mit 24,07 Volumenprozent, Magnetit (Mt) mit 4,20 Volumenprozent, Ilmenit (Il) mit 2,51 Volumenprozent sowie Apatit (Ap) mit 4,70 Volumenprozent.
Die Peralkalinität wird durch das modale Auftreten von Richterit und Akmit indiziert.

#### Spurenelemente
| Spurenelemente ppm | Jumillit Bandbreite | Jumillit La Celia | Jumillit SP452 | Jumillit SP 055 |
| ------------------ | ------------------- | ----------------- | -------------- | --------------- |
| Cr                 | 908-1170            | 1170              | 908            | 941             |
| Ni                 | 340-558             | 340               | 558            | 464             |
| Zn                 | 69,8-104            | 98,0              | 104            | 69,8            |
| Rb                 | 253-736             | 253               | 322            | 736             |
| Sr                 | 842-1617            | 1375              | 1617           | 842             |
| Zr                 | 628-749             | 628               | 749            | 671             |
| Ba                 | 2593-3776           | 3216              | 3776           | 2593            |
| Ce                 | 223-272             | 263               | 272            | 223             |
| Nd                 | 146-167             | 163               | 167            | 146             |
| Sm                 | 27,9-31,1           | 31,1              | 32,0           | 27,9            |
| Hf                 | 18,7-20,6           | 20,6              | 19,2           | 18,7            |
| Th                 | 91,2-114            | 114               | 114            | 91,2            |

Bei den Spurenelementen ist der Jumillit deutlich an inkompatiblen Elementen angereichert, insbesondere LILE-Elemente wie Caesium oder Strontium und HFSE-Elemente wie Zirconium, Thorium, Uran, Blei und Terbium besitzen erhöhte Werte. Im Spiderdiagramm liegen negative Spikes bei Barium mit moderaten Konzentrationen, Niob und Titan. Insgesamt ist der Kurvenverlauf nahezu deckungsgleich mit den Lamproiten der Toskana und den lamproitähnlichen Minetten der italienischen Westalpen.

#### Isotopenverhältnisse
| Isotopen    | Jumillit La Celia | Jumillit SP 452 | Jumillit SP 055 |
| ----------- | ----------------- | --------------- | --------------- |
| 87Sr/86Sr   | 0,717191          | 0,716415        | 0,716666        |
| 143Nd/144Nd | 0,512175          | 0,512460        | 0,512014        |
| 206Pb/204Pb | 18,777            | 18,783          |                 |
| 207Pb/204Pb | 15,682            | 15,705          |                 |
| 208Pb/204Pb | 39,007            | 39,090          |                 |

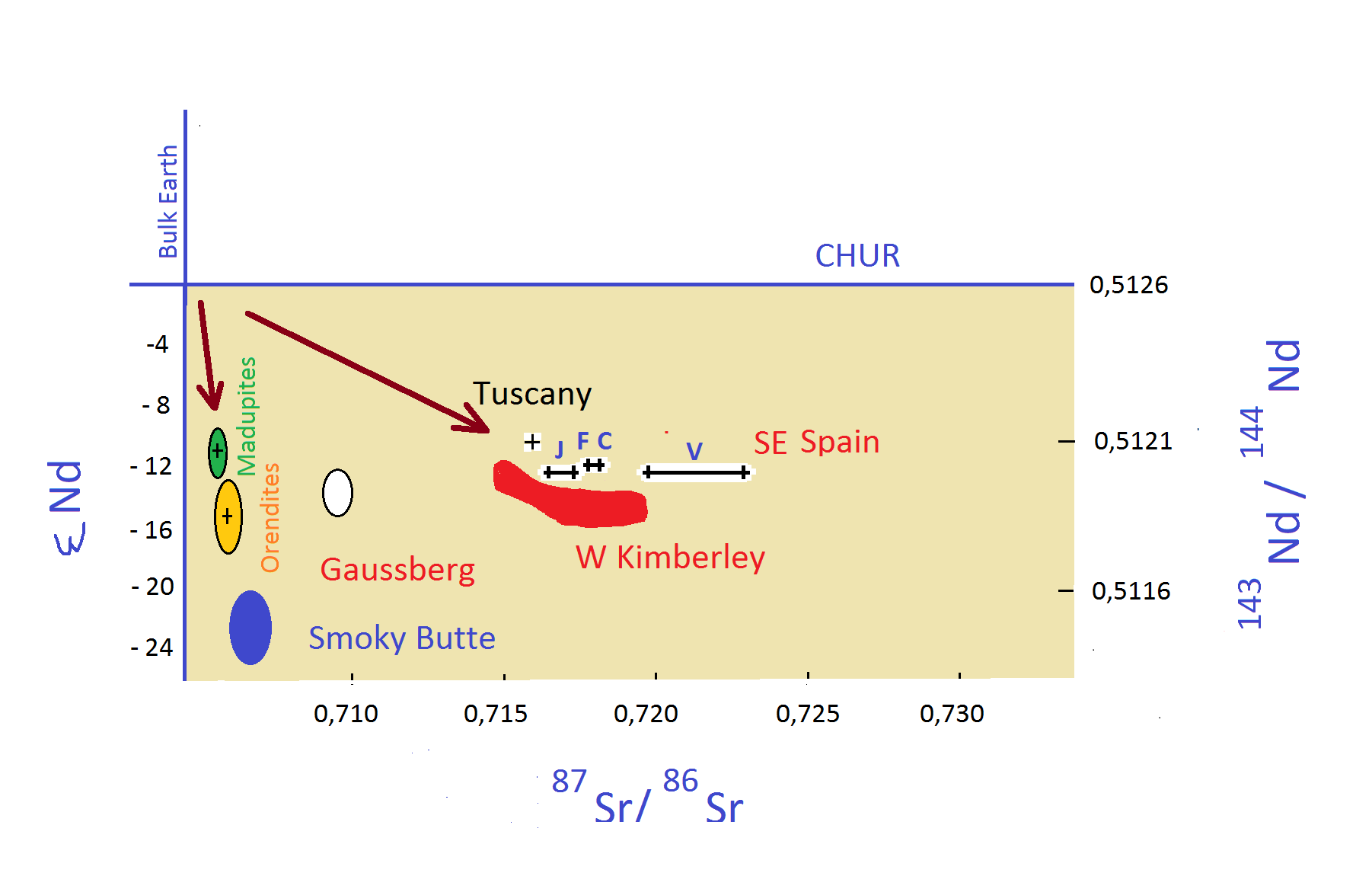
Neodym-Strontium-Isotopendiagramm mit der Position der Jumillite (J) im Vergleich zu anderen Lamproiten

Bei den Isotopenverhältnissen ist 143Nd/144Nd relativ niedrig, jedoch 87Sr/86Sr erhöht und tendiert in Richtung der Werte von Oberkrustengesteinen; im Vergleich mit den anderen Lamproiten Südostspaniens wie Fortunit (F), Cancalit (C) und Verit (V) sind die Jumillite jedoch am wenigsten von der Krustenkomponente kontaminiert. Im Gegensatz zu den Madupiten und Orenditen, die zur Assoziation des Platteninneren gehören, folgen sie einem flachen Trend der orogenetisch beeinflussten Assoziation. Erneut lässt sich auch bei diesen beiden Parametern nahezu eine Übereinstimmung mit den Verhältnissen in der Toskana und in den Westalpen beobachten. Bei den Bleiverhältnissen, die sich mit den Werten für ozeanische Sedimente überlappen, gibt es ebenfalls eine Übereinstimmung mit der Toskana. Auffallend ist ferner das recht hohe 208Pb/204Pb-Verhältnis.

## Alter
Der Jumillit der Typlokalität wurde im Jahr 2005 von Duggen und Kollegen auf 6,76 ±0,04 Millionen Jahre BP datiert. Er bildete sich demzufolge im Messinium.

## Wirtschaftliche Bedeutung
Wegen des reichlich vorkommenden Apatits wurde der Jumillit während des 19. und 20. Jahrhunderts in zwei Bergwerken auf Phosphor zur Düngemittelherstellung abgebaut.